# Orde de Frares Menors Descalços
L'Orde dels Frares Menors Descalços o Orde dels Frares Menors Descalços de l'Estricta Observança (en llatí Ordo Fratrum Minorum Discalcetatorum o Ordo Fratrum Minorum Strictioris Observantiae Discalceatorum) és una reforma observant de l'orde franciscà, nascut al si dels frares menors conventuals i paral·lelament amb el naixement a Itàlia dels frares menors observants, amb la intenció d'incrementar el rigor i l'austeritat de la vida conventual a l'orde. Va originar-se a Granada (Corona de Castella) en 1495, per obra de Juan de Guadalupe, seguint els passos de la reforma de Juan de la Puebla de 1487. Els seus membres feien servir les sigles O.F.M. Disc. i, més endavant, quan van ser coneguts com a alcantarins per la reforma de Sant Pedro de Alcántara, també van fer servir les sigles O.F.M. Alc.

## Precedents: Juan de la Puebla
En el marc de les reformes observants de l'orde franciscà, i paral·lelament a l'aparició dels frares menors observants a Itàlia, a la província de Castella va tenir lloc una reforma similar amb la intenció de satisfer el desig de molts frares franciscans que volien viure en tot el seu rigor i austeritat la regla original de l'orde, donant més importància a l'espiritualitat i l'ascetisme, a més de conrear també el retir i la vida eremítica. En aquest sentit, s'havia donat la reforma dels villacrecians, liderada per Pedro de Villacreces (1396-).
Juan Gutiérrez de Sotomayor monjo de l'Orde de Sant Jeroni amb el nom de Juan de la Puebla (1453-1495), practicava l'austeritat i l'esperit de penitència, però trobava que l'orde jerònim no li satisfeia prop en aquest sentit. Va deixar l'orde i va fer-se franciscà, professant a Roma. D'allí va anar a l'Eremo dei Carceri d'Assís com a ermità, casa que ja formava part de l'observança regular franciscana. Passats set anys a Itàlia, va tornar a Castella amb tres frares italians (Andrea da Perugia, Hilario da Todi i Francesco da Bastía), i va fundar el convent de Nuestra Señora de los Ángeles a Sierra Morena, seguint el model dels eremitoris italians observants.
No obstant, això, tampoc va trobar satisfactòria la regla de l'observància. Va voler unir-se als franciscans recol·lectes i, en 1487, va presentar-se al capítol observant d'Aquitània, on va ser acceptat.
El 25 de març de 1487, Innocenci VIII li concedí el breu Sacrae religionis, amb el que l'autoritzava a fundar una nova custòdia a Extremadura, la de Nuestra Señora de los Ángeles, sotmesa als Frares Menors Observants. El capítol general observant de 1490 li atorgà dos convents ja fundats per Martín Alfonso de Villaseca. Els estatuts propis van ser aprovats pel general conventual Francesco da Brescia el 22 de desembre de 1491. La custòdia es mantindria sempre dintre de la província observant.

## Franciscans Descalços de Juan de Guadalupe
Juan de Guadalupe (mort el 1506), deixeble i successor de Juan de la Puebla, va voler anar més lluny en l'estrictíssima observança de la reforma. Va aconseguir que el capítol general de l'Observança Ultramontana de 1495 aprovés el seu projecte de reforma de la Custòdia dels Àngels. Un any després va viatjar a Roma i va posar la seva reforma sota l'autoritat directa del ministre general conventual, Francesco da Brescia. El 25 de setembre de 1496, Alexandre VI va aprovar el canvi de jurisdicció, desvinculant la custòdia de l'Observança i autoritzant que Juan de Guadalupe es retirés amb alguns companys a Granada per seguir l'Evangeli i la regla franciscana amb tot el seu rigor.
La major austeritat de la manera de viure es va veure acompanyada d'un canvi en l'hàbit: era més curt, amb pegat de color, els peus descalços i sense sandàlies, i una caputxa allargada i punxeguda, a la manera dels primers franciscans. Per això van rebre els noms de descalços, a Castella, i del capucho (de la caputxa) a Portugal.
El 1499 el papa va aprovar els privilegis de la reforma i va autoritzar-la a admetre frares franciscans conventuals; el 1502, però, el vicari observant, amb el suport dels Reis Catòlics, va obtenir que els descalços no poguessin rebre nous germans i que haguessin de retornar alguns convents als observants: la custòdia dels Àngels va tornar a la custòdia provincial observant de Sant Jaume. Juan de Figueroa, successor de Juan de Guadalupe al front de les custòdies, va haver de refugiar-se a Portugal. Des d'allí va aconseguir que Juli II li concedís en 1503 el privilegi de ser sota la jurisdicció directa "del ministre general, i de no ésser subjecte a d'altri".
Després del capítol "generalíssim" de 1506, a Roma, que va fracassar en l'intent de reunificar els ordes franciscans reformats, i davant l'ordre donada per Roma d'unir-se a una de les dues famílies franciscanes, els franciscans descalços van optar per sotmetre's a l'orde franciscà conventual, del qual serien una custòdia autònoma. No obstant això, els observants aconseguiren que, en 1508, els descalços fossin obligats a posar-se sota la jurisdicció observant o abandonar la Península. Juan de Guadalupe va aconseguir de nou tirar endavant amb la seva reforma, i el breu Sanctae mutantis Ecclesiae d'Alexandre VI li permet formar la Custòdia d'Extremadura en 1514.
La butlla Ite vos de 1517 va dividir definitivament l'orde franciscà entre Frares Menors Observants i Frares Menors Conventuals, amb ministres generals diferents. Les custòdies descalces van quedar incorporades, de nou, a l'obediència observant, transformant-les en les noves províncies observants de Sant Gabriel (Extremadura, 1520) i la Pietat (Portugal, 1518).
No obstant això, els descalços van continuar lluitant per tornar a ser autònoms i separar-se tant dels observants com dels conventuals.

## Conventuals Reformats de Juan Pascual
El mateix 1517, el frare descalç Juan Pascual, abans que passar a dependre dels observants va passar-se als germans menors conventuals i més tard va obtenir el permís del ministre general per a rebre en la seva companyia tots els conventuals que, com ell, volguessin seguir un tipus de vida més auster. Va fundar així la reforma dels Franciscans Conventuals Reformats, amb un eremitori a Galícia, però no va tenir l'èxit esperat.
A partir de 1541, un breu pontifici li permeté rebre també franciscans observants i membres d'altres ordes: llavors la reforma va començar a tenir seguidors i en poc temps va poder tenir quatre cases, habitades per religiosos descalços procedents de la província de Sant Gabriel, en la Custòdia dels Sants Simó i Judes, o dels Pasqualites, que seria abolida en 1583. Quan Juan Pascual va morir en 1553, part dels convents reformats van formar en 1559 la custòdia conventual de Sant Josep.

## Alcantarins de Pedro de Alcántara
- Vegeu també: Pere d'Alcàntara

A Portugal, mentrestant, fra Martín de Benavides (mort el 1546), va iniciar el 1539 una austeríssima Custòdia de l'Arrábida, dirigida pel descalç Pedro de Alcántara entre 1542 i 1544. Aquest, exprovincial de la custòdia descalça de Sant Gabriel, va entrar als conventuals en 1557. El ministro general conventual va nomenar-lo més tard comissari general dels Conventuales Reformats.
Alcántara, després canonitzat com a Sant Pere d'Alcántara, va fundar l'eremitori de Pedroso, amb unes regles d'una austeritat extrema: va prohibir-hi el calçat, el consum de carn i les biblioteques (!), anant més enllà, segurament, de les intencions del mateix sant Francesc d'Assís. Al capítol d'El Palancar del 2 de febrer de 1561, va convertir la custòdia en província, dependent del general conventual.
El 1563, però, ja mort Sant Pere d'Alcántara, Pius IV, que havia estat pressionat pels observants, obligà els descalços, anomenats alcantarins d'Extremadura i Portugal a sotmetre's a l'autoritat del ministre general observant, tot i conservar els estatus i hàbit propis. En 1572 reben per primer cop, als documents papals, la denominació de Discalceati o Excalceati (descalços) i en 1578 són anomenats Fratres Capucini de Observantia (frares caputxins de l'observança).
Els alcantarins van rebre el suport de noves concessions pontifícies i va estendre's ràpidament per tot Espanya i les seves colònies. La província de Sant Josep va fer-se càrrec de les missions a les Filipines. En 1578, Gregori XIII va prohibir al ministre general observant d'intervenir en els assumptes interns de la província descalça i autoritzava els observants a fer-se descalços. Donava així als alcantarins una autonomia de facto. Les altres províncies descalces, La Arrábida, la Piedad i San Gabriel, van seguir l'exemple de la de Sant Josep.
Seguint el model dels agustins descalços i els carmelites descalços, van aconseguir tenir un vicari general propi, com també el dret a celebrar capítols generals. El decret pontifici, però, no va tenir efecte, ja que la majoria de franciscans descalços va acontentar-se a tenir un procurador general a Roma i un altre a Madrid. El 1621 van obtenir de Gregori XV un vicari general gairebé independent, amb definitori i dret a capítol.
Tres anys després, Urbà VIII va anul·lar aquestes concessions i el 1642 uniformitzava totes les províncies descalces amb unes constitucions pròpies diferents a les observants. A més, els eximia de l'autoritat del comissari general de l'Observança Ultramontana, quedant directament sota la jurisdicció del ministre general observant.
La reforma descalça o alcantarina es va propagar per tot Espanya, Portugal, Amèrica, Filipines i al Regne de Nàpols (des de 1589), sota domini espanyol. En 1703 van tenir un procurador general propi, que va ser elegit, per torns, entre els descalços i els franciscans recol·lectes. Mai no van tenir estatuts generals, sinó específics per a cada província: els estatuts generals que van preparar-se en 1761 van ser rebutjats per les províncies.
Com la resta de branques observants, va ser suprimida en 1897, passant els seus membres i convents a formar, amb els franciscans observants, els recol·lectes i els reformats, l'Orde de Frares Menors.